# Kap Berteaux
Das Kap Berteaux ist ein von einem hohen Felsen überragtes Kap an der Fallières-Küste im Westen des Grahamlands auf der Antarktischen Halbinsel. Es liegt zwischen der Mikkelsen Bay und dem Teil der Wordie Bay, der bis in die 1990er Jahre vom Wordie-Schelfeis ausgefüllt wurde.
Teilnehmer der Fünften Französischen Antarktisexpedition (1908–1910) unter der Leitung Jean-Baptiste Charcots benannten das Objekt ursprünglich irrtümlich als Berteaux-Insel. Dieser Irrtum wurde durch Vermessungsarbeiten im Rahmen der British Graham Land Expedition (1934–1937) unter der Leitung des australischen Polarforschers John Rymill korrigiert. Namensgeber war der französische Politiker Maurice Berteaux (1852–1911), der beim Einwerben finanzieller Mittel für die französische Expedition behilflich war.